# Кларк, Гай
Гай Кларк (англ. Guy Charles Clark; 6 ноября 1941, Монаханс, Техас, США — 17 мая 2016, Нэшвилл, Теннесси, США) — американский автор-исполнитель кантри и фолка. Лауреат премии «Грэмми» за «Лучший фолк-альбом».
Как исполнитель не имел серьёзного коммерческого успеха, но был широко востребован в качестве автора песен. Его композиции записывали Джонни Кэш, Рики Скэггс, Винс Гилл, The Highwaymen, Вилли Нельсон, Джон Денвер, Эммилу Харрис, Бобби Бэйр, Крис Кристофферсон, The Everly Brothers, Брэд Пейсли, Родни Кроуэлл и многие другие.
Занимает позицию № 68 в списке «100 величайших кантри-артистов всех времен» журнала Rolling Stone, где назван «одним из самых любимых и уважаемых авторов» в этом жанре. В 2004 году также был включен в Зал славы авторов песен Нэшвилла. За свою карьеру записал 13 студийных альбомов.

## Биография

### Ранние годы
Кларк провёл детство в Монахансе, а также в Рокпорте, вблизи Мексиканского залива. Этим местам он позднее посвятил несколько композиций — «Desperados Waitin’ for a Train», "Texas 1947 и «Blowin’ Like a Bandit». Ребёнком Кларк играл на гитаре испанские песни, мексиканский фолк и фламенко. В 1963 году он вступил в Корпус мира, где короткое время проходил тренировки. Начав учёбу в Университете Миннесоты, он вскоре его покинул, решив заниматься музыкой.
Переехав в Хьюстон в середине 1960-х годов, Кларк начал петь в клубах и формировать свой стиль — кантри с влиянием блюза и фолка. В это время он познакомился с Кэй Ослин, Джерри Джеффом Уокером, Лайтнин Хопкинсом, Мэнсом Липскомбом и Таунсом Ван Зандтом. Последний стал его другом и соратником по творчеству. На жизнь Кларк зарабатывал ремонтом гитар в собственной мастерской. На данном этапе он впервые женился и затем развёлся.
В конце 1960-х годов Кларк жил в Сан-Франциско, где снова чинил гитары, но вскоре вернулся в Хьюстон. В 1969 году он встретил художницу Сюзанну Талли, с которой переехал в Лос-Анджелес. Там он изготавливал добро на фабрике братьев Допера. Тогда же Кларк подписал контракт как автор песен с подразделением лейбла RCA Sunbury Music. В 1971 году он перебрался в Нэшвилл, и годом позже женился на Сюзанне. Этому периоду он посвятил песню «L.A. Freeway».

### 1970-е годы
В первой половине 1970-х годов Гай и Сюзанна входили в сообщество кантри-исполнителей и поэтов, приехавших в Нэшвилл из Техаса. Среди них были также Таунс Ван Зандт, Родни Кроуэлл, Стив Эрл, Мики Ньюбури и другие. Дом Кларков был креативным центром, где они часто собирались, музицировали и делились творческим опытом. Эти посиделки нашли отражение в документальном фильме Heartworn Highways (1975).
В Нэшвилле Кларк начал профессионально сочинять песни и получил репутацию одного из самых многообещающих молодых кантри-авторов. Его композиции «Desperados Waiting For A Train», «That Old Time Feeling» и «L.A. Freeway» записал Джерри Джефф Уокер (последняя попала в чарт Hot 100), песню «A Nickel for the Fiddler» — The Everly Brothers, а трек «Texas 1947» — Джонни Кэш. «Desperados Waiting For A Train» также исполнял и Том Раш.
В итоге Кларк подписал контракт с лейблом RCA и выпустил свой дебютный альбом Old No. 1 (1975), который несмотря на широкое признание критиками, не получил успеха в чартах, как и следующая пластинка — Texas Cookin’ (1976). Тем не менее в записи этих работ из уважения к творчеству Кларка участвовали Эммилу Харрис, Родни Кроуэлл, Стив Эрл, Джерри Джефф Уокер и Уэйлон Дженнингс.
Далее музыкант перешел на лейбл Warner Bros. Records и выпустил в сотрудничестве с ним три следующих альбома. Пластинка Guy Clark (1978), кроме собственных песен Кларка, включала работы других авторов: «Viola, American Dream» Родни Кроуэлла и «Don’t You Take It Too Bad» Таунса Ван Зандта. Трек «Fools For Each Other» стал первой композицией Кларка, попавшей в чарт Hot Country Songs в его собственном исполнении (позиция № 96).

### 1980-е годы
Его четвертую работу под названием The South Coast Of Texas (1981) спродюсировал Родни Кроуэлл, ставший одновременно соавтором двух присутствовавших на этой пластинке композиций — «She’s Crazy For Leavin» и «The Partner Nobody Chose» (вторая вошла в Hot Country Songs, достигнув позиции № 38). Продюсером альбома Better Days (1983) также выступил Кроуэлл. Данный релиз принёс Кларку третий и последний в его карьере трек, с которым он в качестве исполнителя отметился в Hot Country Songs — «Homegrown Tomatoes» (позиция № 42).
Хотя все эти релизы получили хвалебные отзывы критиков, Кларк как артист не достиг значимого коммерческого успеха. Однако он состоялся как автор песен. С его композициями поднимались на верхние строчки чартов Бобби Бэйр («New Cut Road»), Рики Скэггс («Heartbroke»), Винс Гилл («Oklahoma Borderline»), The Highwaymen («Desperados Waiting For A Train»), Джон Конли («The Carpenter») и Стив Уоринер («Baby I’m Yours»). Его треки записывали также Джонни Кэш, Джон Денвер, Вилли Нельсон, Крис Кристофферсон, Брэд Пейсли, Алан Джексон, Родни Кроуэлл, Эммилу Харрис, Нэнси Гриффит и многие другие исполнители.
После попыток работы с аккомпанирующей группой, Кларк стал выступать преимущественно один. На сцене он был сдержан, исполнял материал в акустическом формате, простой и скромной манере, курил и озвучивал подводки к своим композициям. Продолжая работать автором песен, Кларк после пятилетнего перерыва выпустил на лейбле Sugar Hill альбом Old Friends (1988), на котором с ним спели Эммилу Харрис, Родни Кроуэлл, Розанна Кэш и Винс Гилл. При этом из 10 песен Кларком были написаны лишь две. Среди прочих на диске присутствовали треки «The Indian Cowboy» Джо Илая и «To Live Is To Fly» Таунса Ван Зандта.

### 1990-е и 2000-е годы
С 1989 года и до второй половины 2000-х Кларк периодически гастролировал с Лайлом Ловеттом, Джо Илаем и Джоном Хайаттом.. Перейдя на лейбл Asylum, он выпустил альбом Boats to Build (1992) в рамках серии American Explorer (в ней издавалась заслуживающая внимания американская традиционная музыка, не попадавшая под стандарты мейнстрима). Диск Dublin Blues (1995) среди прочего содержал новую версию известной песни Кларка «Randall Knife», посвященной смерти его отца. Вернувшись на лейбл Sugar Hil он выпустил концертник Keepers (1997) и акустический проект Cold Dog Soup (1999).
В 2001 году вышел альбом Together at the Bluebird Café — запись совместного выступления Кларка, Таунса Ван Зандта и Стива Эрла 1995 года. За ним последовал и сольный релиз Кларка — The Dark (2002). Диск Workbench Songs (2006), изданный лейблом Dualtone, номинировался на «Грэмми» в категории «Лучший альбом современного фолка», как и следующая работа Кларка Somedays the Song Writes You (2009).
Концертник Songs and Stories (2011) стал своеобразным обзором его 40-летней карьеры. В 2013 году Кларк выпустил последний альбом — My Favorite Picture of You. Заглавную песню он посвятил своей жене Сюзанне Кларк, которая скончалась в 2012 году. Эта работа принесла ему премию «Грэмми» в номинации «Лучший фолк-альбом». Впоследствии музыкант тяжело болел и умер 17 мая 2016 года в Нэшвилле в возрасте 74 лет.

## Личная жизнь
Первой женой Гая Кларка была фолк-певица Сьюзан Споу. В 1966 году у них родился сын Трэвис, который позднее аккомпанировал Гаю на его концертах.
В 1972 году музыкант женился второй раз — на художнице и авторе песен Сюзанне Кларк (в девичестве Талли). С ней он жил вплоть до её смерти в 2012 году.

## Сюзанна Кларк
Сюзанна Кларк (1939—2012) входила в сообщество техасских кантри-музыкантов, прибывших в 1970-е годы в Нэшвилл, и оказала творческое влияние на его участников, прежде всего на своего мужа, Гая Кларка. «Она была музой для Таунса Ван Зандта. Она была музой для Гая [Кларка]. Она была музой для Стива Эрла, Лайла Ловетта, меня самого и Вилли Нельсона», — описывает её роль один из членов этого комьюнити Родни Кроуэлл, посвятивший ей в 2017 году песню «Life Without Susanna».
Именно с подачи жены Кларк бросил свою основную работу и начал профессиональную карьеру автора песен. Сюзанна упоминается в его композициях «L.A. Freeway» и «Red River», к ней отсылают треки «My Favorite Picture of You» и «Stuff That Works». Она оформила обложку дебютного альбома Гая Old No. 1 (1975), среди прочих музыкантов записала бэк-вокал для его второй пластинки Texas Cookin’ (1976), участвовала в сочинении песен Кларка «Black Haired Boy», «How’d You Get This Number», «The Cape», «Old Friends», «Shut Up and Talk to Me».
Помимо работы с мужем, Сюзанна Кларк известна как автор и соавтор таких кантри-хитов как «I’ll Be Your San Antone Rose» (Dottsy), «Easy From Now On» (Эммилу Харрис), «Come From the Heart» (Кэти Маттеа). Вместе с Таунсом Ван Зандтом она написала трек «Heavenly Houseboat Blues» для его альбома The Late Great Townes Van Zandt. Также Сюзанна сочинила песню «We Were Kinda Crazy Then» для Джерри Джеффа Уокера. Её композиции исполняли Дон Уильямс, Розанна Кэш, Дэвид Кросби, Патти Лавлесс, Миранда Ламберт и многие другие артисты.
Кроме того, она нарисовала обложки для пластинок: Stardust (1978) Вилли Нельсона, Quarter Moon in a Ten Cent Town (1978) Эммилу Харрис, Dust Bowl Symphony (1999) Нэнси Гриффит. В 2016 году по случаю четвёртой годовщины смерти Сюзанны Кларк, состоялся концерт в нэшвильском клубе Bluebird Café (в 1995 году по её просьбе Гай Кларк, Таунс Ван Зандт и Стив Эрл вместе сыграли там в пользу медицинской клиники для малоимущих, что запечатлено на альбоме Together at the Bluebird Café).

## Награды и признание
- Премия «Грэмми» за «Лучший фолк-альбом» — My Favorite Picture of You (2014)[2];
- Поэтическая премия от Академии кантри-музыки (2012)[35];
- Награда «За жизненные достижения в сочинении песен» от Ассоциации музыки американа (2005)[36];
- Посвящение в Зал славы авторов песен Нэшвилла (2004)[1];
- Позиция № 68 в списке «100 величайших кантри-артистов всех времен» журнала Rolling Stone (2017)[4].

## Дискография
| Студийные альбомы - Old No. 1 (1975) - Texas Cookin' (1976) - Guy Clark (1978) - The South Coast of Texas (1981) - Better Days (1983) - Old Friends (1988) - Boats to Build' (1992) - Dublin Blues (1995) - Cold Dog Soup (1999) - The Dark (2002) - Workbench Songs (2006) - Somedays the Song Writes You (2009) - My Favorite Picture of You (2013) | Концертные альбомы - Keepers (1997) - Together at the Bluebird Café (2001, с Таунсом Ван Зандтом и Стивом Эрлом) - Live from Austin, TX (2007) - Songs and Stories (2011) |